# Život prostopášníka
Život prostopášníka (původní název The Rake's Progress) je neoklasicistní opera Igora Stravinského z roku 1951.

## Vznik a historie díla
Inspirací ke vzniku díla byl stejnojmenný cyklus osmi obrazů Williama Hogartha, který Stravinskij viděl 2. května 1947 na výstavě v Chicagu. Trvale je cyklus ve sbírkách Sir John Soane's Museum v Londýně. Na doporučení svého známého Aldouse Huxleyho si Stravinskij jako libretistu zvolil Wystana Hugh Audena. Ten si přizval ke spolupráci básníka Chestera Kallmana. Stravinskij operu skládal v letech 1948–1951. Byla to jeho poslední opera. Současně se jedná o jeho jedinou celovečerní operu.
Hudebně je opera inspirována operami Wolfganga Amadea Mozarta Così fan tutte a Don Giovanni nebo Donizettiho operou Don Pasquale. Vyskytují se zde podobné scény, které jsou někdy na hranici hudební citace (například scéna na hřbitově nebo závěrečné poslání odkazují k Mozartově Donu Giovannimu).
Premiéra proběhla 11. září 1951 v divadle La Fenice v Benátkách. Dirigoval skladatel osobně a hlavní ženskou roli zpívala Elisabeth Schwarzkopf. Opera byla následně uvedena v Paříži (Opéra-Comique, premiéra 18. června 1952, dirigent André Cluytens), New Yorku (Metropolitní opera, premiéra 14. února 1953, dirigent Fritz Reiner).

## Osoby a první obsazení
| role                         | hlasový obor     | obsazení při premiéře, 11. září 1951 (dirigent: Igor Stravinskij) |
| ---------------------------- | ---------------- | ----------------------------------------------------------------- |
| Tom Rakewell, prostopášník   | tenor            | Robert Rounseville                                                |
| Anne Trulove, jeho snoubenka | soprán           | Elisabeth Schwarzkopf                                             |
| Nick Shadow, ďáblův sluha    | baryton nebo bas | Otakar Kraus                                                      |
| Baba Turkyně, vousatá dáma   | mezzosoprán      | Jennie Tourel                                                     |
| Otec Trulove, Annin otec     | bas              | Raphaël Arié                                                      |
| Sellem, licitátor            | tenor            | Hugues Cuénod                                                     |
| Matka Husa, nevěstka         | kontraalt        | Nell Tangeman                                                     |
| Dozorce v blázinci           | bas              | Emanuel Menkes                                                    |

Prostitutky a návštěvnící v nevěstinci, sluhové, blázni.

## Instrumentace
Obsazení orchestru odpovídá klasicistnímu orchestru: dvě flétny (variantně pikola), dva hoboje (variantně anglický roh), dva klarinety, dva fagoty, dva lesní rohy, dvě trubky, tympány, zvony, cembalo (nebo klavír) a smyčce.

## Děj opery

### První jednání

#### První obraz
V jarní zahradě před anglickým venkovským domem hovoří snoubenci Anne a Tom. Přichází Annin otec Trulov, který nevěří Tomovým slibům. Posílá dceru domů a Tomovi doporučuje, aby si našel dobré zaměstnání. To se ale Tomovi nelíbí, touží po bezstarostném životě a spoléhá na své štěstí. Krátce poté, co vysloví přání být bohatý, objeví se Nick Shadow, který Tomovi oznamuje, že se stal dědicem značného jmění po svém strýci. Tom se loučí s Anne a jejím otcem a odjíždí do Londýna ujmout se svého dědictví.

#### Druhý obraz
V nevěstinci Matky Husy Tom skládá zkoušku z teorie lásky. Tom krátce zapochybuje o správnosti své cesty a při modlitbě prosí, aby jej láska neopustila. Je ale Nickem ošálen a Matkou Husou uveden do tajů milování.

#### Třetí obraz
Ve venkovském domě otce Trulowa vzpomíná Anne na Toma, o kterém už půl roku nemá zprávy. Rozhodne se odejít do Londýna Toma vyhledat.

### Druhé jednání

#### Čtvrtý obraz
Tom je unaven a znuděn hýřením. Nick mu navrhuje, aby se oženil s Babou Turkyní – vousatou umělkyní z cirkusu. Tím se má osvobodit od milostných vášní. Tom souhlasí.

#### Pátý obraz
Anne hledá Toma v Londýně. Nalézá jej, jak si ve svatebním průvodu vede domů Babu Turkyni. Tom je krátce vyveden z míry, ale nakonec posílá Anne pryč a pokračuje ve svatebním veselí se svou manželkou.

#### Šestý obraz
V Tomově pokoji, plném cetek neustále švitoří jeho manželka. Tom je tím znechucen a přikrývá její tvář parukou. Tom v náhlém pohnutí mysli touží vykonat něco prospěšného, například vynalézt stroj na chléb, který by nasytil všechny chudáky. Nick mu opět přispěchá na pomoc a stroj sestaví. Je ale nutné získat prostředky na výrobu a vše uvést do provozu.

### Třetí jednání

#### Sedmý obraz
Tomův projekt zkrachoval. V jeho pokoji je pouze Baba Turkyně. Přichází Anne a Baba pochopila, že její sňatek s Tomem byla chyba. Posílá Anne za Tomem a sama se rozhodne vrátit se k cirkusu.

#### Osmý obraz
Nick přivádí Toma na hřbitov k čerstvě vykopanému hrobu. Uplynul rok od jejich setkání a Tom konečně pochopil, že má co do činění s ďáblem. Ten ale navrhuje, aby si o Tomovu duši zahráli karty. Tom kupodivu vyhraje, ale ďábel se tak snadno nevzdává: než zmizí v hrobě, přivolá na Toma šílenství.

#### Devátý obraz
Tom je v blázinci. Považuje se za Adónise, který čeká na svou Venuši. Přichází Anne. Tom ji vítá a cítí provinění. Anne jej ukládá na slamník a zpívá mu ukolébavku. Tom usne a Otec Trulove Anne odvádí. Když se Tom znovu probudí a nevidí Anne, umírá žalem. Závěrem opery přicházejí účinkující před oponu a zpívají závěrečné poslání.

## Uvedení v Česku
- 1972 Národní divadlo v Praze, dirigenti: Albert Rosen, Jiří Jirouš, režie: Karel Jernek, premiéra: 2. června 1972, derniéra 23. března 1973[2]
- 1982 Dívadlo Josefa Kajetána Tyla v Plzni, Komorní divadlo Plzeň, dirigent: Jiří Malát, režie Inge Švandová-Koutecká, premiéra 15. května 1982.[3]
- 1989 Národní divadlo Brno, Mahenovo divadlo, dirigenti: Václav Nosek, Václav Urban, režie Alena Vaňáková-Dopitová, premiéra 12. únor 1989, derniéra 5. října 1989.[4]
- 2012 Národní divadlo moravskoslezské, Divadlo Antonína Dvořáka, dirigent: Jakub Klecker, Jan Šrubař, režie: Jiří Nekvasil, premiéra: 1. březen 2012.[5] Inscenováno rovněž v rámci festivalu Pražské jaro[6]